# Northrop YF-23
YF-23 Black Widow II – dwa prototypowe samoloty myśliwskie piątej generacji skonstruowane i zbudowane przez Northrop oraz McDonnell Douglas w ramach projektu Advanced Tactical Fighter (ATF). Projekt został zamknięty w roku 1991 z powodu wyboru dla Sił Powietrznych Stanów Zjednoczonych konkurencyjnego samolotu F-22 Raptor opracowanego przez koncerny Lockheed Martin oraz Boeing.

## Geneza projektu
W późnych latach siedemdziesiątych XX wieku radzieckie samoloty MiG-29 i Su-27 demonstrowały niezwykłą manewrowość i osiągi. W połączeniu ze znacznym wzmocnieniem w tym czasie radzieckiej obrony powietrznej, stwarzało to niezwykle niebezpieczne środowisko działania dla samolotów F-15. Pod presją ryzyka utraty przewagi myśliwskiej w powietrzu zainicjowany został program Advanced Tactical Fighter w celu opracowania nowego, skuteczniejszego samolotu myśliwskiego.
W 1981 roku Siły Powietrzne USA określiły wymagania dla nowego Zaawansowanego Myśliwca Taktycznego, jako nowego samolotu wywalczania przewagi powietrznej. Samolot ten powinien wprowadzać nowe technologie, włączając w budowę materiały kompozytowe i lekkie stopy, zaawansowane systemy kontroli lotu, większą siłę ciągu oraz technologie stealth. We wrześniu 1985 roku, siły powietrzne przesłały do dużej ilości producentów wymagania techniczne dla nowego samolotu. Po przeglądzie wstępnych propozycji, 31 grudnia 1986 r., Siły Powietrzne zawarły dwa kontrakty na 691 milionów każdy na budowę dwóch prototypów. Kontrakty zostały udzielone zespołom Northrop-McDonnell Douglas’ YF-23 oraz Lockheed-Boeing-General Dynamics YF-22. W przeciwieństwie do od początku projektowanych z akcentem na właściwości stealth konstrukcji F-117A oraz B-2, prototypy nowych maszyn myśliwskich miały być skoncentrowane w pierwszej kolejności na zwrotności oraz łatwości osiągania prędkości naddźwiękowych.
Konsorcjum Northtop i McDonnell zakończyło budowę dwóch prototypów demonstracyjnych i rozwojowych w 1990. 23 kwietnia 1991 roku rozstrzygnięto konkurs na Zaawansowany Myśliwiec Taktyczny, wskazując do dalszego rozwoju konkurencyjny samolot YF-22.

## Nazwa konstrukcji
YF-23 nie otrzymał nigdy oficjalnej nazwy. Nazwa „Black Widow II” została nadana tej konstrukcji przez personel konsorcjum, dla uczczenia samolotu Northrop P-61 Black Widow – pierwszego amerykańskiego samolotu skonstruowanego jako myśliwiec nocny.

## Konstrukcja
W trakcie rozwoju tego programu jeden z prototypów YF-23 napędzany był silnikami Pratt & Whitney YF119, drugi natomiast posiadał napęd General Electric YF120. Obydwa opracowane zostały na platformie w kształcie diamentu, posiadały ostro nachylone stery kierunkowe i ząbkowany profil tylny. W projekcie YF-23 zaimplementowana została również niezwykle zaawansowana technologia stealth czwartej generacji oraz napęd pozwalający na osiągnięcie prędkości naddźwiękowej bez użycia dopalaczy. W trakcie trwania programu, YF-23 osiągnął maksymalną prędkość 1,8 Ma. Samolot ten posiadał wiele elementów charakterystycznych dla konstrukcji Lockheed SR-71 oraz B-2 Spirit, z tych też konstrukcji zaczerpnięto wiele gotowych rozwiązań. Charakterystyczne było zwłaszcza ogromne nachylenie stateczników pionowych oraz ostre załamanie wzdłuż obu burt. Do dziś unikalnym kształtem jest kształt skrzydeł na planie diamentu oraz podobnie jak w B-2 – cienkie załamania oraz połączenia z kadłubem oraz użycie identycznych kątów powierzchni lotnych (np. dziobu, powierzchni natarcia skrzydeł, powierzchni tylnych skrzydeł, sterów wysokości i kierunku, miejsc wylotu spalin), zapewniające tej konstrukcji znakomite właściwości stealth. YF-23 był samolotem niezwykle niestabilnym, co w połączeniu z systemem fly-by-wire skutkowało niebywałą zwrotnością. Innym atrybutem skutkującym bardzo wysoką mobilnością była unikalna konstrukcja ogona – zamiast posiadania dwóch sterów kierunku i wysokości (ang. ruders and elevators), YF-23 posiadał ich odchylone od pionu o około 45° w kierunku poziomym połączenie – tzw. usterzenie Rudlickiego. Kształt i struktura skrzydła YF-23 ponadto, powodowały ze samolot ten niejako „ślizga się” w powietrzu ekstremalnie minimalizując w ten sposób tarcia powietrza o powierzchnie kadłuba, co w innych konstrukcjach powoduje jego nagrzewanie i ułatwia wykrycie samolotu za pomocą czujników podczerwieni takich jak Infra-Red Search & Track (IRST).
W trakcie procesu konstrukcji Northrop położył większy nacisk na uzyskanie lepszych właściwości stealth nieznacznym kosztem manewrowości, jednakże i w tym ostatnim zakresie samolot ten – podobnie jak Lockheed F-22 Raptor – znacznie odbiega od wszelkich znajdujących się w użytku współczesnych konstrukcji wojskowych.

## Rozstrzygnięcie konkursu
W kwietniu 1991 roku siły powietrzne wybrały konkurencyjny prototyp YF-22 Lockheeda do dalszych prac rozwojowych. Według informacji podanych przez USAF, czynnikiem decydującym była lepsza konstrukcja YF-22 pod względem łatwości obsługi, podatności na modernizacje i nieznacznie mniejszy koszt. Zgodnie jednak ze stwierdzeniem Sekretarza Sił Powietrznych Stanów Zjednoczonych Donalda B. Ricea, wybór bazował na zaufaniu do zdolności zespołu Lockheeda oraz Pratt & Whitney do produkcji samolotu i jego silnika w ramach założonych kosztów. Podkreślając wagę ustalonych planów zespołu Lockheeda, zaprzeczył jednocześnie, aby którakolwiek z konkurujących konstrukcji była bardziej manewrowa lub stealth. W popularnej jednak opinii, dokonany wybór odzwierciedla przedkładanie przez USAF manewrowości ponad właściwości stealth. YF-23 do dzisiejszego dnia posiada dużą ilość nie związanych z konsorcjum Northrop/McDonnell zwolenników, twierdzących że „Czarna Wdowa” nie powinna była przegrać w konkurencji z YF-22 i obok wskazywania na subiektywne piękno tego samolotu, mnożących argumenty które powinny były przemówić za wyborem tej właśnie konstrukcji na Zaawansowany Myśliwiec Taktyczny.

## YF-23 a F-22
YF-23 różni się od F-22 firmy Lockheed Martin na różnych płaszczyznach. Najważniejsze z nich, to:
- manewrowość i supercruise O ile przy konstruowaniu maszyny Northropa położono nacisk na prędkość i manewrowość, o tyle w samolocie Lockheeda manewrowość była parametrem decydującym. Obydwie maszyny konstruowane były z założeniem swobodnego wykorzystywania waloru supercruise, czyli możliwości osiągania prędkości ponaddźwiękowej i utrzymania jej jako prędkości przelotowej bez użycia dopalaczy. Osiągnięcie tego założenia wymagało między innymi znacznego zwiększenia aerodynamiki kadłuba, przy czym lepszy rezultat osiągnięto w tym zakresie w YF-23. Samolot Northropa jest nieco bardziej aerodynamiczny, co skutkuje osiągnięciem przez ten samolot prędkości przelotowej 1,25 Ma, czyli o 0,08 większej od F-22. Obydwa prototypy YF-23 różniły się nieco także między sobą w tym zakresie, z powodu zastosowania w nich różnych jednostek napędowych. Wprawdzie obydwa silniki były do siebie bardzo zbliżone, jednakże jednostka General Electric F120 była nieznacznie wydajniejsza w zakresie supercruise.
- układ płatowca Lockheed wybrał nieco konserwatywną hybrydę platformy kształtu dla swojego samolotu, przypominająca nieco F-15 i F/A-18, z blisko siebie umieszczonymi silnikami, długimi wlotami tuneli powietrza i wychylonym nieco na zewnątrz ogonem. Northrop natomiast wybrał bardziej radykalny układ, ukształtowany pod potrzeby walorów stealth i supercruise. W większym stopniu zaostrzony kadłub płynnie przechodzi w krawędź natarcia skrzydła. Przejście to zapewnia właściwy przepływ powietrza i niski opór aerodynamiczny przy prędkości ponaddźwiękowej.
- dysze wylotowe Zastosowane w tym zakresie w obu samolotach rozwiązania różnią się radykalnie. Mimo że w przedstawionych producentom wymaganiach siły powietrzne nie sformułowały tego wymogu, Lockheed wybrał układ nacelowany na maksymalizację manewrowości przy niskich prędkościach, przez użycie sterowanego wektora ciągu. Dwuwymiarowo sterowany wektor ciągu dysz zapewnia wzmocnienie efektu odrzutu w pożądanym kierunku. Northrop natomiast, przy konstruowaniu swojej maszyny położył nacisk na stealth poprzez – podobnie jak w B-2 – ukrycie dysz w prowadnicach umieszczonych wewnątrz ząbkowanego ogona. Rozwiązanie to istotnie tłumiło emisje promieniowania podczerwonego oraz bardzo zmniejszało przekrój radarowy ogona (RCS), wykluczało jednak zastosowanie sterowania wektorem ciągu.
- stealth YF-23 był samolotem o lepszych właściwościach stealth. Połączenie sterów kierunku i wysokości w jeden ruddervator znacząco redukowało wskaźnik RCS – zamiast czterech płaszczyzn o znacznej powierzchni, YF-23 posiadał zaledwie dwie. F-22 posiada natomiast klasyczne usterzenie składające się z dwóch par sterów wysokości oraz kierunku, a więc w sumie większą powierzchnię odbicia fal elektromagnetycznych.

## Losy prototypów
Po rozstrzygnięciu konkursu obydwa prototypy YF-23 zostały przeniesione z zakładów Northropa do ośrodka NASA w Edwards w Kalifornii. Jeden z nich został następnie użyty przez NASA do prac badawczych, drugi natomiast przez cały czas pozostawał w magazynach ośrodka, przy czym obydwa zostały pozbawione jednostek napędowych. Obydwa także pozostawały w dyspozycji NASA do roku 1996, po czym zostały wypożyczone przez agencje kosmiczną do Western Museum of Flight w Hawthorne w Kalifornii oraz USAF Test Center Museum w bazie lotniczej Edwards AFB w tym samym stanie.